# Phlebonotus pallens
Phlebonotus pallens är en kackerlacksart som först beskrevs av Jean Guillaume Audinet Serville 1831.  Phlebonotus pallens ingår i släktet Phlebonotus och familjen jättekackerlackor. Inga underarter finns listade i Catalogue of Life.